# David Rittenhouse
David Rittenhouse (ur. 8 kwietnia 1732 w Filadelfii, zm. 26 czerwca 1796 tamże) – amerykański astronom, wynalazca, matematyk, geodeta i zegarmistrz. Był członkiem oraz przewodniczącym American Philosophical Society, członkiem Royal Society of London i pierwszym dyrektorem U.S. Mint.

## Życiorys

### Młodość
Urodził się 8 kwietnia 1732 roku w Germantown, dzielnicy Filadelfii, w rodzinie farmera Matthiasa Rittenhouse’a. W dzieciństwie otrzymał podstawowe wykształcenie, potrafił czytać, pisać i liczyć. Był także samoukiem w dziedzinie mechaniki i zaawansowanej matematyki. W wieku 13 lat uczył się m.in. z angielskiego tłumaczenia książki Isaaca Newtona pt. Philosophiae naturalis principia mathematica. Po śmierci jego wujka, Davida Williamsa, David odziedziczył narzędzia stolarskie i podręczniki, przy pomocy których nauczył się składać drewniane modele budynków, zegary oraz pomoce i narzędzia naukowe. W wieku 19 lat otrzymał stypendium Rutger’s University za wykonanie dla uczelni dwóch modeli układu słonecznego. Przez kolejne 30–40 lat wykonywał przyrządy matematyczne i astronomiczne dla College of New Jersey i College of Philadelphia.

### Praca geodety i astronoma
W 1768 roku został członkiem Amerykańskiego Towarzystwa Filozoficznego (ang. American Philosophical Society). W 1769 roku zlecono mu obserwację tranzytu Merkurego i Wenus. W 1791 roku został wybrany na przewodniczącego Amerykańskiego Towarzystwa Filozoficznego. Stanowisko to sprawował do swojej śmierci.
W 1770 roku wykorzystywał obserwacje astronomiczne i terenowe do badań nad ciekami wodnymi. Wytyczył granice Pensylwanii z Delaware, Maryland, Nowym Jorkiem i New Jersey. W 1774 roku otrzymał posadę miejskiego geodety Filadelfii. Pomógł w pracach końcowych nad wytyczaniem linii Masona-Dixona na południowym zachodzie Pensylwanii. Brał także udział w pracach nad granicami Northwest Territory, granicą pomiędzy Nowym Jorkiem a New Jersey oraz granicą pomiędzy Nowym Jorkiem a Massachusetts. Podczas rewolucji amerykańskiej pomagał strukturom rewolucyjnym i wojsku w Pensylwanii. W 1777 lub 1779 roku został wybrany na skarbnika Pensylwanii. W latach 1779–1782 był profesorem astronomii na Uniwersytecie Pensylwanii, z którym pozostał związany aż do swojej śmierci. W 1781 roku jako pierwszy Amerykanin zaobserwował Urana.
Na farmie swojego ojca w Norriton skonstruował, jako pierwszy Amerykanin, teleskop w celu obserwacji Wenus. Na podstawie swoich obserwacji i zapisków publikował artykuły naukowe, w tym m.in. na temat umiejscawiania planety na orbicie. Na podstawie obserwacji tranzytu Wenus określił odległość między Ziemią a Słońcem na 93 miliony mil (ok. 150 milionów km).

### Stanowisko dyrektora U.S. Mint
W 1790 roku Thomas Jefferson, wykorzystując znajomość z Rittenhousem, poprosił naukowca, aby ten pomógł w pracach nad standaryzacją miar, wag i monet. Jefferson angażował się aktywnie w prace nad planami rozwoju amerykańskiego systemu monetarnego już od lat 80. XVIII wieku. Zaproponował, aby amerykańskie monety były wybijane w złocie, srebrze i miedzi. Był także przeciwnikiem bicia krajowej monety poza granicami państwa. Jeszcze przed uchwaleniem Coinage Act of 1792 2 kwietnia prezydent Jerzy Waszyngton wytypował Rittenhouse’a na kandydata na pierwszego dyrektora mennicy. Ze względu na zły stan zdrowia niechętnie przyjął tę propozycję. Od pierwszego dnia sprawowania tej funkcji zaczął zatrudniać artystów, którzy mieli zaprojektować stemple pierwszych monet (wśród nich był rytownik o nazwisku Birch i Henry Voight, który sprawował funkcję rytownika nieoficjalnie). 31 lipca 1792 roku wmurował kamień węgielny pod budowę budynku, w którym wybijano by monety. We wrześniu tego samego roku nakazał już przeniesienie wszystkich maszyn i przyrządów do nowego budynku.
W trakcie swojej kadencji podejmował zabiegi, aby U.S. Mint posiadała jak największe depozyty srebra i złota, aby móc wybijać kruszcowe monety, które z kolei wypierałyby z obiegu monety obce. Na przykład pierwsze 1758 srebrnych jednodolarówek Flowing Hair zostało wypłaconych bezpośrednio jemu w celu wykupu za nie hiszpańskich dolarów, aby jak najszybciej zaznajomić użytkowników z nową amerykańską monetą. W trakcie swojej kadencji Rittenhouse zgodził się także na złamanie amerykańskiego prawa. Zaakceptował zmiany zaproponowane przez głównego probiercę mennicy Albiona Coxa, który uznał za „dziwny” wymóg Kongresu, aby do wybicia srebrnego dolara używać kruszcu próby 892,4. Cox twierdził, że próba 900 będzie znaczniej łatwiejsza do osiągnięcia i będzie chronić monety przed czernieniem. Było to działanie na szkodę ludzi, którzy, aby otrzymać srebrne dolary, zmuszeni byli wnosić większy depozyt srebra niż przewidywało prawo.
Wiosną 1795 roku w związku z pogarszającym się stanem zdrowia i rosnącą krytyką polityki U.S. Mint powiadomił prezydenta, że z dniem 30 czerwca skończy sprawować stanowisko dyrektora mennicy. Zmarł w Filadelfii 26 czerwca 1795 roku.

## Życie prywatne
Był dwukrotnie żonaty. Pierwszą żoną była Eleanora Coulston. Z tego małżeństwa zrodziła się czwórka dzieci: Elizabeth (1767–1836), Esther (1769–1833), Eleanor (ur. 1770) i David (ur. i zm. 1771). Po śmierci Eleanory poślubił Hannę Jacobs, z którą miał jedną córkę: Sarę Hester (1773–1799).